# Барзал, Мэтью
Мэ́тью Барзал (англ. Mathew Barzal; род. 26 мая 1997, Кокуитлам, Британская Колумбия) — канадский хоккеист. Участник драфта НХЛ 2015 года, был выбран в 1-м раунде под общим 16-м номером командой «Нью-Йорк Айлендерс». Центральный нападающий клуба НХЛ «Нью-Йорк Айлендерс».

## Карьера в НХЛ
В 2012 году Мэтью был выбран под 1-м номером на входящем драфте WHL клубом «Сиэтл Тандербердс». В своем первом сезоне 2013/2014 за Сиэтл Барзал набрал 54 очка (14+40).
На драфте НХЛ 2015 года Барзал был выбран клубом НХЛ «Нью-Йорк Айлендерс» в 1-м раунде под общим 16-м номером. 10 сентября 2015 года Мэтью подписал с Айлендерс трехлетний контракт новичка.
Барзал в 2017 году стал чемпионом WHL в составе «Сиэтл Тандербердс» будучи ассистентом капитана команды и был назван самым ценным игроком плей-офф того розыгрыша, набрав 25 очков (7+18) в 16 матчах.
Первое очко в НХЛ Барзал набрал 15 октября 2017 года в матче против «Лос-Анджелес Кингз», отдав голевую передачу Джошу Бэйли. Первый гол в НХЛ Мэтью забил 19 октября в ворота «Нью-Йорк Рейнджерс».
Барзал установил рекорд клуба по голевым пасам среди новичков в отдельно взятом матче, отдав 5 голевых передач 5 ноября 2017 года в поединке против «Колорадо Эвеланш» (победа Айлендерс 6:4).
Первый хет-трик Мэтью сделал 23 декабря 2017 года в игре против «Виннипег Джетс» (победа Айлендерс 5:2). 13 января 2018 года, в победной игре против команды «Нью-Йорк Рейнджерс» (7:2) Барзал стал всего лишь пятым игроком в истории НХЛ, который набрал 5 очков в двух матчах сезона среди игроков до 21 года. 9 февраля 2018 года в игре против «Детройт Ред Уингз», которая завершилась победой «Айлендерс» 7:6(ОТ), Барзал в третий раз за сезон набрал 5 очков в одном матче, и стал первым новичком в истории НХЛ, сделавшим это, в последний раз такое удавалось Джо Мэлоуну в сезоне 1917/18. 7 апреля 2018 года Мэтью отдал 63-ю результативную передачу в сезоне и повторил рекорд «Айлендерс» по этому показателю среди новичков, который принадлежал Брайану Тротье. 20 июня 2018 года в Лас-Вегасе на церемонии вручения наград НХЛ получил приз лучшему новичку сезона «Колдер Трофи».
4 октября 2022 года подписал с «островитянами» восьмилетний контракт на сумму 73,2 млн $.

## Статистика
| Легенда | Легенда                    | Легенда | Легенда                   | Легенда | Легенда    |
| ------- | -------------------------- | ------- | ------------------------- | ------- | ---------- |
| И       | Количество проведённых игр | Штр     | Штрафное время            | +/−     | Плюс-минус |
| Г       | Голы                       | П       | Голевые передачи          | О       | Очки       |
| -       | Статистика неизвестна      | —       | Статистика не учитывалась |         |            |